# Acalypha macrodonta
Acalypha macrodonta är en törelväxtart som beskrevs av Johannes Müller Argoviensis. Acalypha macrodonta ingår i släktet akalyfor, och familjen törelväxter. Inga underarter finns listade i Catalogue of Life.